# デンマーク数学会
デンマーク数学会（デンマークすうがくかい、英語：Danish Mathematical Society）はデンマークの数学者による学会。1873年にコペンハーゲン大学にて創立された。

## 歴史
トルバルド・ティエレの提案により設立され、最初の委員会は、ティエレ、Hieronymus Georg Zeuthen、ジュリウス・ピーターセンから構成された。

## 会長
- ヨハン・イェンゼン (1892 - 1903)
- Vilhelm Herman Oluf Madsen (1903 - 1910)
- Niels Nielsen (1910 - 1917)
- Johannes Mollerup (1917 - 1926)
- ハラルト・ボーア (1926 - 1929, 1937 - 1951)
- Børge Jessen (1954 - 1958)